# Le Brave Petit Tailleur
Pour plus de détails, voir Fiche technique et Distribution.
Le Brave Petit Tailleur (titre original : Brave Little Tailor) est un court métrage d'animation américain, réalisé par Wilfred Jackson, sorti le 23 septembre 1938.
Ce dessin animé de la série Mickey Mouse — produit par Walt Disney — est distribué par United Artists. Il est basé sur le conte des frères Grimm Le Vaillant Petit Tailleur.

## Synopsis
Mickey est un tailleur dans l'Europe de l'époque médiévale. Le roi, père de la princesse Minnie, recherche un chevalier pour tuer le géant qui terrorise sa contrée. Il est désespéré de ne pas trouver un homme assez brave pour affronter le monstre. Au village, Mickey échaudé par une nuée de mouches qui l'empêche de travailler, annonce à qui veut l'entendre par sa fenêtre qu'il en a tué sept d'un coup. Un paysan, croyant qu'il parlait du sujet de conversation commun à tous, le géant, lance une rumeur qui arrive aux oreilles du roi. Mickey le tailleur serait un tueur de géants et en aurait tué sept d'un coup.

## Fiche technique
- Titre original : Brave Little Tailor
- Autres Titres [1]:
  - Allemagne : Das Tapfere kleine Schneiderlein
  - France : Le Brave Petit Tailleur
  - Italie : L'eroico ammazzasette
  - Suède : Musse Pigg och jätten, Jättens överman, Den Tappre lille skräddaren, Den Modige lilla skräddaren
- Série : Mickey Mouse
- Réalisation : Bill Roberts
- Animateur : Jack Campbell, Les Clark, Ollie Johnston, Fred Moore, Don Patterson, Milt Schaffer, Frank Thomas, Riley Thompson, Bill Tytla, Don Williams
- Effets d'animation : Andy Engman, Frank Follmer, John McDermott, Art Palmer, Archie Robin, George Rowley, Noel Tucker, Cornett Wood
- Voix : Walt Disney (Mickey), Marcellite Garner (Minnie)
- Producteur : Walt Disney, John Sutherland
- Société de production : Walt Disney Productions
- Société de distribution : United Artists Pictures
- Pays d'origine :  États-Unis
- Langue : Anglais
- Format : Couleur (Technicolor) — 35 mm — 1,37:1 — Son : Mono
- Durée : 9 min
- Date de sortie : 23 septembre 1938

## Voix françaises

### 1erdoublage (exploité dansLa Grande Parade de Walt Disney, 1940)
- Maurice Nasil : Mickey Mouse
- ? : le Roi

### 2edoublage (1989)
- Jean-Paul Audrain : Mickey Mouse
- Roger Carel : le roi, divers villageois, le bébé

### 3edoublage (2012)
- Laurent Pasquier : Mickey Mouse
- Sylvain Lemarié : le roi, divers villageois

## Commentaires
Ce film est l'avant-dernier à faire figurer Mickey dans son aspect graphique original. Par la suite, son apparence se modifiera avec des yeux plus petits où s'inscrivent des pupilles. Cette évolution graphique est due à Fred Moore. Elle sera peu après adoptée définitivement à partir de Chien d'arrêt (The Pointer, 1939).
Ce film a été nommé aux Oscars 1938 dans la catégorie Meilleur court métrage d'animation mais a perdu face à Ferdinand le taureau, un autre dessin animé de Disney, de la série des Silly Symphonies.
Pour John Grant, ce film est « le summum du thème récurrent chez Disney, du héros affrontant les pires dangers pour obtenir les faveurs d'une jeune femme », déjà présent dans les premiers Mickey comme Mickey gaucho (The Gallopin' Gaucho, 1928). Minnie obtient toutefois un « très petit rôle de princesse » dans Le Brave Petit Tailleur (1938),«  bien qu'essentiel pour le scénario ». Mickey est subjugué par la princesse et accepte de devenir le Royal Haut Tueur de Géant, de combattre Willie le géant, d'empocher la récompense dont la main de Minnie.
Dave Smith indique que c'est l'un des Mickey Mouse les plus élaborés mais aussi des plus coûteux, il a contraint les studios à regarder d'un peu plus près les coûts. Pour Steven Watts, ce film montre le plus  clairement le statut d'icone populaire de Mickey, qui endosse ici un rôle sur mesure de tueur de géant.